# Unión Tangerina
Maillots
L'Unión Tangerina (en arabe : إتحاد طنجة) est un ancien club marocain de football fondé en 1919 à Tanger par des colons espagnols et disparu en 1956 (après l'indépendance du nord du Maroc).

## Histoire
Les fondateurs du club étaient des espagnols de la ville de Tanger.
Avant l'indépendance, la compétition de football au nord du Maroc a été intense entre les équipes marocaines et espagnoles dans le cadre du championnat régional espagnol, qui a été sous la direction de la ligue espagnole de football, cette dernière a été assurée par la communauté espagnole et on cite La Sevillana, FC Iberia, Tangerina, et les deux grandes equipes U.D.España et Club Atlético Tetuán.

## Galerie

Carte du protectorat espagnol au nord du Maroc
Drapeau du Maroc espagnol